# Človeški možgani
Članek govori o možganih človeka. Za informacije o možganih vseh vrst živali glej članek Možgani. 
Možgani so del osrednjega živčnega sistema. Nahajajo se v lobanji. Zgrajeni so iz okoli 100 milijard živčnih celic ali nevronov in tehtajo približno 1200–1400 gramov. Sestavljajo jih veliki in mali možgani ter možgansko deblo. Na makroskopskem prerezu možganov ob njihovem robu vidimo siv predel, imenovan tudi sivina in v katerem so v glavnem zbrana telesa živčnih celic. V notranjosti možganov prevladuje bel predel ali belina. Tu se pretežno nahajajo podaljški živčnih celic. Ker so možgani zelo nagubani, je njihova površina povečana. To dejstvo omogoča, da so iz večjega števila živčnih celic. Kljub temu, da predstavljajo le 2 % človekove teže, porabijo kar 20 % vsega kisika. So najzapletenejši organ v človeškem telesu, saj uravnavajo oziroma nadzirajo delovanje vseh drugih organov.

## Evolucija človeških možganov
Možgani ne fosilizirajo, zato o njihovem razvoju lahko sklepajo na podlagi fosilnih lobanjskih kosti. Te med seboj primerjajo in ugotavljajo kapaciteto lobanje oziroma velikost možganov. V obdobju od avstralopiteka do modernega človeka se je velikost možganov trikrat povečala. Z njihovim večanjem je sovpadal intelektualni napredek, na kar kažejo materialni ostanki (orodja, orožje, jamske slike). Spreminjala se je tudi oblika lobanje, saj se je morala prilagoditi izrazitemu razvoju sprednjega dela možganov. Australopithecus afarensis (pred 3,5 milijona let) je imel prostornino lobanje približno 400 mL, Homo habilis (pred 2 milijonoma let) pa 750 mL. Najbolj se je porast volumna pokazal pri vrsti Homo erectus, ki je živela pred 1,7–1,0 milijona let. Možgani pripadnikov te vrste so merili v povprečju 900 mL, kasnejši Homo erectus izpred 0,5 milijona let pa je imel možgane velike 1100–1200 ml (podobno kot sodobni človek). Možgani najzgodnejših pripadnikov vrste Homo sapiens (izpred 300.000–400.000 let) so merili malo več kot 1200 mL, pri sodobnem človeku pa je prostornina možganov okrog 1400 mL. Še večje možgane so imeli neandertalci (1500 ml).
Človeški možgani so po zgradbi podobni opičjim, od njih se razlikujejo le v velikosti. Pri sesalcih je logaritem mase možganov premo sorazmeren z logaritmom telesne mase, človeški možgani pa močno odstopajo od tega, saj so približno trikrat težji, kot bi pričakovali. Povečali so se predvsem na račun neokorteksa, ki je pri ljudeh tako močno naguban, da je kar 64 % površine skrite v žlebovih in brazdah, pri opicah pa le 7 % (človeku podobne opice: 25 %). Prav nagubanost neokorteksa je ljudem omogočila veliko sposobnost učenja, kulturo in jezik.
Vohalni del možganov je najstarejši del skorje (paleokorteks) in se je v evoluciji primatov razvijal manj kot preostali del (neokorteks). Povečal se je primarni vidni korteks, še bolj pa vidni asociacijski predel. Večji je postal tudi senčni reženj, katerega največji del je namenjen vizualni analizi ter vidnemu in slušnemu spominu (te funkcije so zelo pomembne pri skupini živali, ki se vse bolj zanaša na vidni spomin namesto na vtisnjene senzorične vzorce). Izrazita rast čelnega režnja nam je omogočila dolgotrajno vzdrževanje pozornosti, kar je bilo zelo pomembno za preživetje (npr. vztrajnost pri iskanju hrane). Najbolj se je povečal temenski reženj. To je razvidno predvsem iz velikosti sekundarnega asociacijskega korteksa (nitje dobiva iz vidne, slušne in somatosenzorične asociacijske skorje). Slednji je pri ljudeh veliko večji kot pri človeku podobnih opicah. Ljudje se od ostalih primatov ločimo po visoko razvitih integrativnih funkcijah možganov – razvoj je potekal sorazmerno z rastjo asociacijskih področij skorje in izrazitimi intrakortikalnimi povezavami.

## Embriološki razvoj možganov
Iz ektoderma se razvije nevralna plošča, iz nje pa v četrtem tednu nevralna cev, ki ima v notranjosti nevralni kanal. Proces tvorjenja nevralne plošče in njen razvoj v nevralno cev se imenuje nevrulacija. Iz stene nevralne cevi se razvijejo možgani in hrbtenjača, iz nevralnega kanala pa nastanejo možganski ventrikli in centralni kanal.
Kranialni del nevralne cevi se razširi v tri možganske mehurčke: prozencefalon (sprednji možgani), mezencefalon (srednji možgani) in rombencefalon (rombasti možgani). Iz prozencefalona se razvijeta dva stranska mehurčka, imenovana telencefalon, prvotni srednji del prozencefalona se preobrazi v diencefalon, rombencefalon pa v metencefalon in mielencefalon. Mezencefalon se ne deli.
Iz mielencefalona se razvije podaljšana hrbtenjača. Metencefalon je zasnova za most (pons) in male možgane. Plod ima pri 8 tednih cerebelarno ploščo, pri 12 tednih pa že vidimo vermis in polobli. V mezencefalonu nastanejo številna jedra (substantia nigra, raphe nuclei, locus ceruleus) ter možganska kraka, skozi katera potujejo živčna vlakna iz velikih možganov proti hrbtenjači. Iz diencefalona se razvijejo epitalamus, talamus in hipotalamus. Iz mehurčkov telencefalona se razvijeta možganski polobli, ki rasteta in prekrijeta diencefalon in možgansko deblo, zasuk rastoče mase pa poteka okrog insule, ki je relativno mirnejši predel skorje. Površina polobel je sprva gladka, z rastjo možganov pa se razvijejo brazde in vijuge. Poseben del telencefalona je rinencefalon, ki se pri človeku le malo razvije.
Svetlina nevralnega kanala se v rombencefalonu razširi v četrti možganski prekat, v mezencefalonu kanal tvori ozek možganski akvedukt, v diencefalonu nastane votlina, imenovana tretji prekat, slednji pa na vsaki strani preko interventrikularnega foramna komunicira s stranskim prekatom, ki se je razvil iz lumna telencefalnega mehurčka. Ependimske celice iz strešja diencefalona in ožiljen mezenim nad njimi tvorijo horoidno telo. Iz mezenhima nastane razvejan horoidni pletež, ki začne v petem tednu proizvajati embrionalni cerebrospinalni likvor.
Napake pri razvoju možganov:
- holoprozencefalija: prozencefalon se ne razdeli v dve polobli, pridružene pa so lahko še druge razvojne nepravilnosti
- agenezija corpus callosum: corpus callosum je delno ali popolnoma odsoten, posledica je umska zaostalost
- mikrocefalija: zaradi motenj v razmnoževanju nevroblastov in glioblastov so možgani premajhni, bolniki imajo manjšo lobanjo in so umsko slabše razviti
- anencefalija: nerazvitost možganov in nevrokranija

## Histološka zgradba možganov
Funkcionalna in strukturna enota živčevja je nevron (živčna celica). Sestavljen je iz telesa, v katerem se nahajajo jedro in drugi celični organeli, in izrastkov (dendriti, akson). Dendriti so navadno krajši od aksona in številni ter služijo sprejemanju impulzov. Akson je večinoma en sam, po njem se akcijski potenciali prevedejo do naslednjih celic. Nevroni sprejemajo dražljaje, jih predelujejo in prevajajo vzburjenje. Telesa nevronov predstavljajo sivo možganovino, aksoni pa belo. Poleg nevronov najdemo v živčevju tudi nevroglijo (živčno oporno tkivo). Nevroglijske celice skrbijo za mehansko oporo, omogočajo prevajanje impulzov, delujejo kot izolator, sodelujejo pri prehrani, obrambi in obnovi nevronov. Med nevroglijske celice v osrednjem živčevju spadajo astrociti, oligodendrociti in ependimske celice.
Astrociti so največje in najštevilnejše nevroglijske celice v osrednjem živčevju. Delijo se na dva tipa. Vlaknasti astrociti imajo malo izrastkov, vendar so ti dolgi. Nahajajo se v beli in sivi možganovini. Protoplazmazemski astrociti imajo številne izrastke in se nahajajo predvsem v sivi možganovini. Astrociti so pomembni pri delovanju krvno-možganske pregrade, odstranjujejo živčne prenašalce iz sinaps, sodelujejo pa tudi pri prehrani in obrambi (npr. odstranjevanje debrija po poškodbi). Astrociti se po poškodbi razmnožijo in tvorijo glialno brazgotino, imenovano glioza. Z odstranjevanjem kalija iz zunajcelične tekočine omogočajo repolarizacijo membrane in normalno delovanje nevrona.
Oligodendrociti tvorijo mielin. Nahajajo se v beli in sivi možganovini. Satelitski oligodendrociti obdajajo telesa nevronov, interfascikulni pa nevrite. Celice mikroglije so v sivi in beli substanci. So del mononuklearno-makrofagnega sistema. Njihova naloga je predstavljanje antigenov, sodelujejo pa tudi pri odstranjevanju debrija po poškodbi.
Ependimske celice obdajajo notranjost možganskih ventriklov. Med njimi so tesni stiki, ki preprečujejo prestop makromolekul iz krvi v likvor.

### Veliki možgani
Bela možganovina (aksoni) se nahaja v notranjosti, siva (telesa nevronov) pa tvori možgansko skorjo in jedra v notranjosti možganov. Filogenetsko starejši del skorje ima 3 plasti in predstavlja le 1/12 skorje. Sem sodita alokorteks v hipokampusu in dentatnem girusu ter arhikorteks v piriformnem področju in olfaktornem tuberklu. Preostali del skorje je neokorteks, sestavljen iz šestih plasti, ki si s površine proti notranjosti sledijo v naslednjem vrstnem redu: molekularna plast, zunanja zrnata plast, zunanja piramidna plast, notranja zrnata plast, notranja piramidna plast, multiformna plast. Glede na različno zgradbo je Brodmann razdelil skorjo na 52 različnih področij. V motoričnih področjih izstopajo velike piramidne celice, imenovane Betzeve celice, ki sodijo med največje celice centralnega živčevja. Senzorična področja imajo slabo razvite piramidne celice.

### Mali možgani
Delimo jih na skorjo iz sive možganovine in sredico iz bele. V sredici so tudi malomožganska jedra iz sive možganovine. Skorjo delimo na 3 plasti (s površine proti notranjosti): molekularna plast, plast Purkynjevih celic, zrnata plast.

## Anatomija
Možgani so sestavljeni iz velikih in malih možganov ter možganskega debla.

### Veliki možgani
So najobširnejši del osrednjegaživčevja. Ležijo v sprednji in srednji lobanjski kotanji, njihov zadnji del pa nad malimi možgani. Velike možgane sestavljata dve možganski polobli ali hemisferi, ki sta med seboj ločeni z vzdolžno špranjo. V globini te špranje je vidna struktura, ki povezuje obe hemisferi in se imenuje kalozni korpus. Velike možgane lahko razdelimo na dva dela: telencefalon in diencefalon.

#### Telencefalon
Telencefalon je zunanji del velikih možganov. V embrionalnem razvoju se telencefalon močno razraste. Tako nastanejo štirje možganski režnji: čelni ali frontalni, senčni ali temporalni, zatilni ali okcipitalni in temenski ali parientalni. Meje med režnji niso natančno začrtane. Vsi režnji so pokriti z možgansko skorjo ali korteksom debeline približno pol centimetra. Ima zelo veliko gub, ki jim pravimo vijuge ali girusi. Med njimi se nahajajo žlebovi(sulkusi). Zaradi nagubanosti ima skorja zelo veliko površino, in sicer približno 0,25 m2. Čelni reženj je najbolj sprednji del možganov in najobsežnejši del posamezne poloble. Zadaj meji na temenski reženj, od katerega ga loči centralni špranja (sulcus centralis), spodaj pa meji na senčni reženj, od katerega ga loči stranski žleb (sulcus lateralis). Glavne funkcije tega dela možganov so motorika, racionalno mišljenje, nastajanje kratkoročnega spomina, ohranjanje identitete in voh. Na čelnem režnju, blizu predela za uravnavanje motorike govornih mišic, se nahaja tako imenovano Brocovo področje (pri večini ljudi je na levi polobli). Ta del skorje je pomemben pri izvajanju govora. Temenski reženj meji spredaj preko centralne špranje na čelni reženj, spodaj preko stranske špranje na senčni reženj, zadaj pa na zatilni reženj, kjer pa ni točno določene meje. Glavna funkcija tega dela možganov je senzorika. Senčni reženj meji na čelni in temenski reženj preko stranske špranje, z zatilnim režnjem pa ni točno določene meje. Glavna naloga tega režnja je pretvorba kratkoročnega spomina v dolgoročnega, sluh in vid. Zatilni reženj, ki je najmanjši možganski reženj, meji spredaj zgoraj na temenskega, spredaj spodaj pa na senčni reženj. Glavna naloga tega dela možganov je vid. Nekje na meji med temenskim, senčnim in zatilnim režnjem se nahaja Wernickejevo področje (pri večini ljudi je na levi polobli). Ta del možganske skorje je pomemben pri razumevanju govora.
Glavni del sive substance predstavlja skorja, manjši del pa se nahaja v notranjosti telencefalona in ga imenujemo bazalni gangliji (corpus striatum). Bazalni gangliji, katerih funkcije so zelo zapletene in še ne dokončno raziskane, v glavnem sodelujejo pri kontroli gibanja in njegovem avtomatizmu, kar pomeni, da lahko že naučene gibe (drsanje, rolanje, kolesarjenje) izvajamo, ne da bi nanje mislili. Pomembni so tudi pri uravnavanju nehotenih gibov (na primer vzdrževanje ravnotežja). K bazalnim ganglijem sodijo repato jedro (nucleus caudatus), letičasto jedro (nucleus lentiformis), črna substanca (substantia nigra) in subtalamus. Letičasto jedro predstavljata putamen in globus pallidus. Po strogi anatomski definiciji spadata k bazalnim ganglijem tudi amigdalno telo (corpus amygdaloideum) in klavstrum (claustrum), čeprav ti dve strukturi nista povezani z motoričnimi funkcijami.
Velik del telencefalona pripada beli substanci. V njej se pretežno nahajajo aksoni, ki med seboj povezujejo različne dele možganov ali pa se nadaljujejo navzdol v hrbtenjačo. Na prerezu je bela substanca videti kot nekakšne nitke, zato povezave, ki jih tvori belina, skrajšano imenujemo tudi nitje. Največji del beline se nahaja tik pod možgansko skorjo in se imenuje corona radiata. Navzdol se nadaljuje v notranjo in zunanjo kapsulo (capsula interna et externa). Kapsuli mimo bazalnih ganglijev potekata navzdol skozi možgansko deblo v hrbtenjačo. K belini spada tudi prej omenjeni kalozni korpus, ki povezuje levo in desno hemisfero.
K telencefalonu sodi tudi limbični sistem. To je struktura na meji med telencefalonom in diencefalonom v obliki nepravilnega obroča. Glavne strukture limbičnega sistema so hipokampalna formacija (sestavljajo jo hipokampus, denantna guba in del parahipokampalne gube), parahipokampalna guba, cingulatna guba, mamilarno telesce in amigdalno telo. Te strukture so pa med sabo povezane z nitjem, ki mu pravimo Papezov krog. Poleg tega so povezane tudi z ostalimi predeli možganov. Najpomembnejše funkcije tega sistema so čustvovanje, motivacija, učenje in spomin.

#### Diencefalon
Diencefalon je notranji del velikih možganov. Sestavljen je pretežno iz sive substance. V diencefalon štejemo talamus, metatalamus, hipotalamus, subtalamus in epitalamus. Talamus je majhnemu jajcu podobna struktura. Sestavljen je iz mnogo jeder, ki jih v grobem razdelimo na medialno (bližje sredinski črti), lateralno (dlje od sredinske črte), dorzalno in ventralno skupino. Podobno kot bazalni gangliji so tudi te strukture povezane med seboj in drugimi deli možganov na zelo zapleten način. Najpomembnejša funkcija diencefalona je ohranjanje telesne homeostaze, kar pomeni, da ta del možganov uravnava vse mehanizme, ki človeku omogočajo optimalno življenje. Najbolj spodnji del diencefalona se imenuje hipotalamus. Njegova naloga je koordinacija življenjskih funkcij v telesu, kot so dihanje, cirkulacija, temperatura, uravnavanje privzema vode in hrane v telo. Poleg tega ima pomembno vlogo pri izločanju hipofiznih hormonov.

### Mali možgani
Ležijo v zadnji lobanjski kotanji. Delimo jih na srednji, vzdolžni del, ki se imenuje črv (vermis), in dve polobli (leva in desna). Zgornja ploskev je ravna, spodnja pa zaobljena, tako da se prilega svoji kotanji. Tudi mali možgani so sestavljeni iz sivine in beline. Večji del sivine predstavlja skorja, manjši del pa se nahaja v notranjosti v obliki malomožganskih jeder: nucleus fastigii, nucleus globosus, nucleus emboliformis in nucleus dentatus. Belino tvori nitje, ki povezuje skorjo malih možganov in njihovih jeder z možganskim deblom. Nitje je zbrano v tri pare malomožganskih ročic (pedunculi cerebelli): zgornji, sprednji in spodnji par. Zgornje ročice povezujejo male možgane z mezencefalonom, srednje ročice z mostom, spodnje pa s podaljšano hrbtenjačo. Funkcionalno delimo male možgane na 3 dele: arhiocerebelum, paleocerebelum in neocerebelum. Arhiocerebelum je, kakor tudi ime pove, najstarejši del. Pomemben je za ohranjanje ravnotežja. Paleocerebelum dobiva informacije iz mišic zgornjih in spodnjih udov. Uravnava držo in mišični tonus. Neocerebelum dobiva informacije iz velikih možganov. Ta del malih možganov uravnava in izboljšuje natančne, hotene gibe. Glavne naloge malih možganov so torej ohranjanje ravnotežja, uravnavanje drže in koordinacija gibov.

### Možgansko deblo
Sestavljeno je iz sivine in beline ter po strukturi podobno hrbtenjači. Sivina se nahaja v notranjosti in je sestavljena iz številnih jeder (nucleus olivaris, gracilis, cuneatus, ruber, pontis in druga). K sivi substanci spadajo tudi jedra možganskih živcev. Bela substanca se nahaja tako na površini kot tudi znotraj. Možgansko deblo je sestavljeno iz treh delov: mezencefalona, mosta (pons) in podaljšane hrbtenjače (medulla oblongata).
Mezencefalon je najbolj zgornji del možganskega debla. Zgoraj prehaja v dva velika možganska kraka (crura cerebri). Vsak krak se nadaljuje navzgor v možgansko poloblo. Zadajšnji del, sestavljen iz štirih izboklinic, je tectum, osrednji, najobširnejši del, pa tegmentum. Znotraj mezencefalona poteka možganski akvedukt, ki povezuje tretji možganski ventrikel s četrtim.
Most je srednji in najdebelejši del možganskega debla. Zgrajen je pretežno iz nitja, ki deblo povezuje z malimi možgani. Njegov manjši del v notranjosti tvori rombasto jamo (fossa rhomboidea), ki je del stene četrtega možganskega ventrikla.
Podaljšana hrbtenjača je spodnji del možganskega debla. Spodaj sega do izstopišča prvega vratnega živca, zgoraj pa do spodnje gube, ki jo tvori debelo nitje mosta. V podaljšani hrbtenjači se nahaja zelo pomembna struktura, imenovana piramida. Po njej je poimenovana glavna motorična proga: piramidna proga. Na zadnji strani se nahajajo štiri gube ali svežnji. Notranji gubi sta poimenovani fasciculus gracilis ali Gollov sveženj, zunanji pa fasciculus cuneatus ali Burdachov sveženj. Ti svežnji so pomembni za senzoriko.
V deblu se nahajajo tudi pomembni centri za vitalne funkcije organizma. Mednje spadajo center za pretok krvi, center za dihanje, center za požiranje, center za bruhanje. Ti centri z različnimi mehanizmi kontrolirajo kardiovaskularni, respiratorni sistem in prebavni sistem, prav tako tudi našo pozornost in zavest.

## Možganska skorja

### Senzorični (čutilni) predeli skorje
V primarne senzorične predele pritekajo osnovni podatki iz čutil. Sem se preko specifičnih relejnih jeder talamusa projicirajo aferentni progovni sistemi iz različnih perifernih receptorjev. Izjema pri tem je voh, kjer talamus primarno ni udeležen. Manjši sekundarni predel se nahaja ob vsakem primarnem. Nitje dobiva iz primarnega predela ali pa direktno iz talamusovih relejnih jeder. V sekundarnih senzoričnih področjih poteka sinteza informacij iz čutil, tako da dobimo boljšo predstavo o tem, kar zaznavamo (vidimo, slišimo).
Primarno somatosenzorično področje skorje se nahaja v postcentralni vijugi, sekundarni senzorični predel pa je verjetno v globini stranskega žleba. Primarni predel dobiva informacije z nasprotne strani telesa, sekundarni pa z obeh strani. V primarnem senzoričnem predelu je nitje razporejeno somatotopično (glede na del telesa, od koder prihaja). Pri tem se nitje spodnjih okončin nahaja na vrhu in na medialnem robu poloble, po konveksiteti navzdol sledi nitje trupa, zgornjih okončin, najnižje pa je nitje obraza. Količina skorje, namenjene obdelavi podatkov iz posameznega dela, je sorazmerna pomenu in funkciji tega dela. Reprezentacijo človeškega telesa v somatosenzoričnem področju skorje imenujejo senzorični homunkulus.
Primarna optična (vidna) skorja se nahaja v globini in ob robovih kalkarinega sulkusa. Nitje je razporejeno retinotopično (glede na del mrežnice, od koder prihaja slika). Levi polovici vidnih polj obeh očes se projicirata v desno poloblo in obratno. Nitje, ki prihaja iz makule (rumene pege), prihaja v obe polobli. Zgornji deli vidnih polj se projicirajo v spodnji del vidnega predela, nitje iz spodnjih polovic vidnih polj pa prihaja v zgornji del vidne skorje. Sekundarni optični predel je v širši okolici primarnega.
Akustično (slušno) območje skorje je na zgornji strani senčnega režnja. Nitje je razporejeno tonotopično (glede na višino tona).
Gustatorni (okušalni) predel se nahaja v spodnjem delu postcentralne vijuge.
Lokacija vestibularnega (ravnotežnega) predela ni natančno poznana, verjetno pa je v bližini slušnega.
Olfaktorno (vohalno) področje skorje je na spodnji strani čelnega režnja in ob unkusu parahipokampalne vijuge.

### Asociacijski predeli skorje
Asociacijski predeli dobivajo nitje iz primarnih senzoričnih področij, recipročno pa so povezani tudi z asociacijskimi jedri talamusa (ne pa tudi z relejnimi jedri). Omogočajo kompleksnejšo predelavo podatkov. Somatosenzorični asociacijski predel se nahaja v skorji temenskega režnja, slušni asociacijski predel je v senčnem režnju, vidni pa v zatilnem režnju in delu senčnega.

### Motorični (gibalni) predeli skorje
Motorični predeli skorje v ožjem smislu so tisti, iz katerih izvirajo proge piramidnega sistema.
Primarno motorično skorjo najdemo v precentralni vijugi. Od tod izvira tretjina nitja piramidnega sistema. V primarnem motoričnem korteksu se prožijo hotene kontrakcije posameznih mišičnih skupin. Nitje je razporejeno somatotopično (analogija s primarno somatosenzorično skorjo). Deli telesa so zastopani glede na svojo funkcijo (npr. prstom na roki je namenjen večji del skorje kot nožnim prstom). Reprezentacijo telesa v tem delu imenujemo motorični homunkulus.
Premotorični korteks se nahaja v delih zgornje in srednje čelne vijuge. Od tod izvira tretjina piramidnega nitja (zlasti nitje za aksialno mišičje (v osi trupa) in proksimalne (bližnje) mišice udov). Naloga premotorične skorje je zagotavljanje izhodiščnega položaja telesnega dela pred izvedbo natančnega giba.
Suplementarni motorični predel je na medialni strani čelnega režnja.
Kortikalni center za premike zrkel je v premotoričnem korteksu.

### Prefrontalni korteks
Prefrontalna skorja obsega sprednji del čelnega režnja. Je kompleksno asociacijsko področje, povezano z vsemi drugimi asociacijskimi področji skorje, primarnih senzoričnih informacij pa ne dobiva. Ima tudi obojesmerne povezave s talamusom in preko njega s hipokampusom. Eferentno nitje poteka predvsem v striatum. Čelni reženj koordinira vedenje in motoriko ter je pri ljudeh najbolj razvit del telencefalona. Prefrontalni korteks je povezan tudi z večjim delom skorje senčnega režnja, ki je prav tako povezan z višjimi dejavnostmi živčevja.

### Limbična skorja
Limbična skorja zavzema predvsem gyrus cinguli in gyrus parahippocampalis. Preko talamusa je recipročno povezana s hipotalamusom, kar deloma pojasnjuje vlogo limbičnega predela pri uravnavanju vegetativnih živčnih funkcij.

## Razlike med poloblama
Pri nižjih sesalcih obe polobli delujeta enako, pri ljudeh pa obstajajo med njima precejšnje razlike. Kljub temu sta obe enako pomembni in se med seboj dopolnjujeta.
Leva polobla je analitična, specializirana za zapletenejše funkcije (branje, govor, štetje), logično in abstraktno mišljenje. Celoto razčleni na osnovne sestavine ter preuči razmerja in interakcije med njimi. Elemente analizira vsakega posebej in po vrstnem redu. Razmišljanje sloni na logiki. Tu se nahajata verbalni (za besede in števila) in enciklopedični spomin (za pridobljeno znanje). Slednjega uporablja pri utemeljevanju. Odlična je pri učenju jezikov, matematiki in eksaktnih vedah. Zanima jo odgovor na vprašanje »Kako?« Na čustven dogodek se odzove močno, vendar je reakcija kratkotrajna. Leva polobla je optimistična, pozitivno misleča.
Desna polobla nam omogoča celosten pogled na situacijo. Ima pregled nad dogodki, jih povezuje med seboj in preučuje njihove interakcije. Lahko deluje na celo skupino spremenljivk hkrati. Vlada ji intuicija. Razmišljanje podpre z dejanskimi izkušnjami in »slikami«, pridobljenimi iz njih. Komunicira preko umetnosti (glasbe, plesa, slikanja). Spomin desne poloble je sestavljen iz slik, simbolov in občutij, povezanih z resničnimi dogodki. Odlična je na področju umetnosti in pri humanističnih vedah. Zanima jo »Zakaj?« Njen celostni pristop lahko kratkotrajno omili vpliv čustvenih dogodkov, vendar pa bodo ti dolgoročno pustili močne posledice.

## Prekati in likvor

### Likvor
Cerebrospinalni likvor je bistra, brezbarvna tekočina. Vsebuje več kot 90 % vode, elektrolite, malo beljakovin in redke limfocite. Nahaja se v možganskih prekatih (ventriklih), centralnem kanalu in v subarahnoidalnem prostoru. Obliva možgane, tako da ti lebdijo v njem in so po zaslugi vzgona lažji. Zaradi likvorja se sile, ki nastanejo pri pretresih in udarcih, težje prenašajo na možgane. Nadomešča tudi limfo, saj slednje v centralnem živčevju ni. Pri odrasli osebi se v znotrajlobanjskem prostoru navadno nahaja okrog 150 mL likvorja, ki nastaja s hitrostjo 4 mL/min, tako da se dnevno izloči in resorbira približno 500 mL likvorja (nastajanje in absorpcija sta normalno v ravnovesju). Likvor se tvori večinoma v horoidnem pletežu, kjer so kapilare s tanko in fenestrirano steno. Resice horoidnega pleteža se nahajajo v strehi 3. in 4. prekata ter medialni steni obeh lateralnih prekatov. Nekaj likvorja nastane tudi s prehajanjem tekočine iz možganovine v prekate in v subarahnoidni prostor. Zaradi tlačne razlike se likvor preko arahnoidnih resic in granulacij absorbira v venske sinuse (predvsem sagitalnega), nekaj likvorja pa se vrača v venozni obtok tudi z resorpcijo v epinevralne mezgovnice spinalnih živcev in skozi ependim prekatov.

### Anatomija likvorskih prostorov

#### Lateralni prekat (ventriculus lateralis)
Stranska prekata sta podkvaste oblike, kar je posledica rasti hemisfere v vse smeri med razvojem možganov. Osrednji del (pars centralis) nastane najprej in se nahaja v temenskem režnju. Sprednji rog (cornu anterius) sega v čelni reženj, zadnji rog (cornu posterius) v zatilni reženj, spodnji rog (cornu inferius) pa v senčni reženj. V prekatu se nahaja horoidni pletež. Levi in desni stranski prekat komunicirata s tretjim prekatom vsak skozi svoj interventrikularni foramen.
Omejitve stranskega prekata:
- Sprednji rog je zgoraj, spredaj in spodaj omejen s kaloznim korpusom, na lateralni strani s caput nuclei caudati, medialno steno pa predstavlja septum pellucidum (ločuje sprednja rogova obeh stranskih prekatov in povezuje corpus callosum in fornix).
- Osrednji del je zgoraj omejen s kaloznim korpusom, spodaj pa s telesom kavdatnega jedra in talamusom (tanek sloj hemisferne substance, ki prekriva talamus, se imenuje lamina affixa).
- Zadnji rog sega v zatilni reženj.
- Spodnji rog poteka okrog talamusa na njegovo spodnjo stran. Ob njegovem koncu leži corpus amygdaloideum. Hipokampus je izboklina, ki nastane z bočenjem parahipokampalne vijuge v lumen spodnjega roga stranskega prekata.

#### Tretji prekat (ventriculus tertius)
Tretji možganski prekat je v obliki navpične špranje. Stransko steno tvori zgoraj talamus, spodaj pa hipotalamus, ki predstavlja tudi dno prekata. V strehi prekata je horoidni pletež. Zadaj se prekat nadaljuje v možganski akvedukt (aqueductus cerebri), preko katerega je povezan s četrtim prekatom.

#### Četrti prekat (ventriculus quartus)
Četrti možganski prekat ima obliko šotora. Leži med malimi možgani, ki mu predstavljajo streho, in možganskim deblom, kjer dno ventrikla tvori fossa rhomboidea. V strešju četrtega prekata je horoidni pletež. Stranska žepa četrtega prekata se končujeta z lateralno aperturo (stransko odprtino). V strehi ventrikla je še mediana apertura. Skozi te odprtine likvor odteka v subarahnoidni prostor. Četrti prekat se navzdol zožuje v centralni kanal hrbtenjače.

## Možganske ovojnice
Možgane ovijajo tri možganske ovojnice: dura mater (dura), arachnoidea mater (pajčevnica) in pia mater (žilnica). Duro imenujemo tudi pachymeninx, skupno ime za arachnoideo in pio pa je leptomeninx.

### Dura mater
Dura je zunanja možganska ovojnica. Ima dva lista, grajena iz čvrstega veziva. Zunanji list se prilega lobanjskim kostem in je hkrati notranji periost kosti nevrokranija. V duri ali med duro in kostmi potekajo meningealne arterije in vene, ob arterijah pa še vazomotorni živci in senzorične veje za duro (izvirajo predvsem iz V. in X. možganskega živca).
Notranji list dela duplikature, ki ločujejo posamezne dele možganov. Z zunanjim listom sta skoraj povsod tesno združena. Med njima so – predvsem na bazi duplikatur – venozni sinusi.

#### Duplikature dure
Falx cerebri je srpasto oblikovana duplikatura, ki loči polobli velikih možganov. Spredaj se narašča na cristo galli sitke, zadaj pa se združuje s tentorijem.
Falx cerebelli je manjša duplikatura med poloblama malih možganov.
Tentorium cerebelli je močna duplikatura dure. Položen je prečno in deli lobanjsko votlino v supratentorialni in infratentorialni prostor. Nad tentorijem so veliki možgani, pod njim pa mali možgani in možgansko deblo. Tentorij je spredaj in ob straneh naraščen na zgornji rob piramid ter na sprednji in zadnji processus clinoideus zagozdnice. V sredini ima izrez, imenovan incisura tentorii.
Diaphragma sellae je razpeta med sprednjima in zadnjima klinoidnima odrastkoma in pokriva jamico, v kateri je hipofiza. Na sredi ima odprtino, skozi katero poteka hipofizni pecelj (infundibulum).
Cavum trigeminale je duplikatura na sprednji strani piramide. V njem leži trigeminalni ganglij.

### Arachnoidea (pajčevnica)
Arachnoidea je srednja možganska ovojnica. Subduralni prostor jo loči od dure. Pajčevnica je s številnimi vezivnimi trabekulami povezana s pio, med njima pa se nahaja subarahnoidni prostor, ki je zapolnjen z likvorjem. Pod arahnoideo potekajo večje žile za prehrano centralnega živčevja. Pajčevnica obdaja vse dele možganov, a ne sega v vdolbine, zaradi česar je na nekaterih mestih subarahnoidalni prostor zelo širok. Takšna področja imenujemo subarahnoidalne cisterne. Slednje so največje na možganski bazi (tu je površina možganov zelo razgibana) in pod malimi možgani. Na zunanji strani ima pajčevnica izrastke, imenovane arahnoidalne granulacije (pacchionijeve granulacije), ki segajo v venozne sinuse ali pa v kosti kalvarije, kjer so v stiku z diploičnimi venami. Služijo resorpciji likvorja v krvni obtok.

#### Subarahnoidalne cisterne
Največja in najpomembnejša je cisterna magna (cisterna cerebellomedullaris). Leži zadaj med malimi možgani in podaljšano hrbtenjačo. Tu likvor iz prekatov izteka v subarahnoidalni prostor, saj se sem odpira mediana odprtina četrtega prekata.
Cisterna pontis je ob bazilarni arteriji. Vanjo se odpirata stranski odprtini četrtega prekata.
Druge večje cisterne (lokacije so razvidne iz imen): cisterna interpeduncularis, cisterna chiasmatis, cisterna fossae lateralis cerebri.

### Pia mater
Pia se tesno prilega možganom in za razliko od arachnoidee sega v vse njihove vdolbine in brazde. Zraščena je z gliozno membrano, ki pokriva možgansko površino. Pia spremlja žile v notranjost živčevja. Med pio in žilicami je ozek obžilni prostor, v katerem je likvor. Šele najmanjše žilice so brez pie in jih obdaja samo glija. Pia skupaj z endotelijem možganskih kapilar sestavlja pregrado med krvjo in možgani.

## Možgansko žilje

### Arterije
Možgane prehranjujejo štiri glavne arterije: dve notranji karotidni (arteria carotis interna) in dve vertebralni arteriji. Veje, namenjene prehranjevanju možganov, potekajo v subarahnoidnem prostoru (torej pod arahnoidno možgansko ovojnico). Obstajata dve vrsti vej: ena prehranjuje možgansko skorjo in belino tik pod njo (rami corticales), druga pa možganska jedra in belino v notranjosti možganov. Veje za prehranjevanje možganske skorje anastomozirajo, kar pomeni, da med njimi obstajajo povezave in da isto območje prehranjujejo različne vejice. Nasprotno so veje v notranjosti možganov (rami centrales) terminalne, torej ne anastomozirajo z nobeno drugo vejo. Območja, ki ga prehranjuje ena centralna veja, ne prehranjuje nobena druga, zato v primeru zamašitve propade celotno območje, ki ga je ta veja prehranjevala, saj ne dobiva krvi od nikoder drugod.
Notranja karotidna arterija (arteria carotis interna) je veja skupne karotidne arterije (arteria carotis communis), ki na levi strani izvira iz aortnega loka, na desni strani pa največkrat iz arterije brahiocefaličnega trunkusa (truncus brachiocefalicus), a včasih lahko tudi direktno iz aorte. Skupna karotidna arterija se približno v višini 4. vratnega vretenca deli na notranjo in zunanjo karotidno arterijo. Notranja karotidna arterija vstopa v lobanjsko votlino skozi odprtino, imenovano karotidni kanal (canalis caroticus). Po vstopu, ko malce esasto zavito poteka blizu votlin notranjega in votline srednjega ušesa, odda male žilice za prehrano obeh votlin. Odda tudi žile, ki prehranjujejo možgansko duro sprednje, deloma tudi srednje in zadnje lobanjske kotanje. Prva večja žila iz notranje karotidne arterije je očesna arterija (arteria ophtalmica), ki prehranjuje oko in očesu bližnje strukture. Sprednja možganska arterija (arteria cerebri anterior) je veja, ki zavije na notranjo stran možganov (v srednjo možgansko špranjo), kjer oddaja kortikalne veje za prehranjevanje skorje na čelnem in temenskem režnju znotraj te špranje. Nekaj žilic iz srednje možganske špranje vodi na konveksiteto poloble in tam prehranjuje majhen del možganov. Centralne veje oskrbujejo sprednji del repastega jedra (nucleus caudatus), sprednji del putamna, sprednji del notranje kapsule (capsula interna). Leva in desna sprednja možganska arterija sta medsebojno povezani s sprednjo komunikantno arterijo (arteria communicans anterior). Srednja možganska arterija (arteria cerebri media) je največja veja notranje karotidne arterije in je pravzaprav njeno nadaljevanje. Poteka do stranske možganske špranje (sulcus lateralis), kjer se pahljačasto razveji v številne veje. Kortikalne veje prehranjujejo večji del možganske konveksitete in skorjo spodnjega dela čelnega režnja, izjemi sta del skorje na možganski konveksiteti tik ob srednji možganski špranji, ki ga prehranjujejo veje sprednje možganske arterije, in večji del zatilnega režnja. Centralne veje prehranjujejo putamen, globus pallidus, srednji del repastega jedra in večji del notranje kapsule. Še ena veja notranje karotidne arterije je sprednja horoidna arterija (arteria choroidea anterior), ki vstopa v zadnji rog stranskega možganskega ventrikla. Napaja horoidni pletež stranskega ventrikla, hipokampus, amigdaloidno telo, zadnji del repastega jedra, del notranje kapsule in del globusa pallidusa.
Arterija vertebralis vstopa v lobanjsko votlino skozi veliko lobanjsko odprtino (foramen magnum). Še pred vstopom odda sprednjo in zadnjo hrbtenjačno arterijo (obe potujeta navzdol po hrbteničnem kanalu in prehranjujeta hrbtenjačo). V lobanjski votlini odda zadnjo spodnjo malomožgansko arterijo (arteria cerebelli inferior posterior), ki prehranjuje podaljšano hrbtenjačo, horoidni pletež 4. možganskega ventrikla in del malih možganov. Leva in desna vertebralna arterija se na spodnjem robu mostu združita v bazilarno arterijo (arteria basilaris). Bazilarna arterija poleg majhnih vejic za prehrano mostu (ponsa) oddaja močnejše veje. Sprednja spodnja malomožganska arterija (arteria cerebelli inferior anterior) prehranjuje most, del malih možganov in notranje uho, zgornja malomožganska arterija (arteria cerebelli superior) pa oskrbuje male možgane. Na zgornjem robu mostu se bazilarna arterija zopet razcepi v dve arteriji, in sicer levo in desno zadajšnjo možgansko arterijo (arteria cerebri posterior). Kortikalne veje zadajšnje možganske arterije prehranjujejo večji del skorje zatilnega režnja ter manjši del skorje senčnega režnja. Centralne veje prehranjujejo večji del talamusa in hipotalamusa, delno tudi mezencefalon. Zadajšnje možganske arterije so povezane s srednjo možgansko arterijo preko zadnje komunikatne arterije (arteria communicans posterior).
Leva in desna sprednja možganska arterija sta med seboj povezani s sprednjo komunikantno arterijo (arteria communicans anterior). Notranja karotidna arterija se preko zadajšnje komunikantne arterije (arteria communicans posterior) povezuje z zadajšnjo možgansko arterijo. Tako so žile obeh možganskih polovic povezane v anastomotični krog, imenovan circulus arteriosus cerebri ali Willisov krog. Slednji je pomemben, če se zamaši ena izmed glavnih žil za prehranjevanje možganov (ali vertebralna ali notranja karotidna arterija), saj se zaradi anastomoze ohrani celoten možganski krvni obtok.

### Vene
Vene v glavi ne potekajo vzporedno z arterijami. Pomembno je ločiti med možganskimi venami (venae cerebri) in venoznimi sinusi. Možganske vene so žile, ki odvajajo kri direktno iz možganov, sinusi pa so večje vene, v katere se možganske vene iztekajo.
Možganske vene imajo tanko steno in so brez venskih zaklopk. Predrejo arahnoidalno ovojnico in notranji list dure ter se vlivajo v venozne sinuse. Zgornje možganske vene (venae cerebri superiores) zbirajo kri iz zgornjega konveksnega dela možganov ter iz zgornjega dela možganov, nahajajočega se ob srednji možganski špranji. Vlivajo se v zgornji sagitalni sinus. Spodnje možganske vene (venae cerebri inferiores) odvajajo kri iz spodnje površine možganskih polobel. Vlivajo se v transverzalni, kavernozni ter piramidni sinus. Povrhnja srednja možganska vena, v katero se vliva večina krvi iz konveksne površine možganov, poteka v stranski možganski špranji. Leva in desna notranja možganska vena (vena cerebri interna) zbirata kri iz notranjosti možganov. Združita se v veliko možgansko veno (vena cerebri magna). Ta je zelo kratka in se vliva v sinus rectus. Zgornje malomožganske vene (venae cerebelli superiores) zbirajo kri iz zgornje površine malih možganov, spodnje malomožganske vene (venae cerebelli inferiores) pa iz spodnje, poleg tega pa obe veni zbirata kri iz možganskega debla. Vlivata se v transverzalni in piramidni sinus ali sinus rectus.
Venozni sinusi zbirajo kri iz možganskih ven. Ležijo med listoma dure. Nimajo zaklopk. Zgornji sagitalni sinus (sinus sagitalis superior) poteka na vrhu tik ob lobanjski konveksiteti. Začne se za nosno korenino in sega do zatilja. V ta sinus se izlivajo pretežno zgornje možganske vene, a tudi vene možganskih ovojnic in likvor. Spodnji sagitalni sinus poteka ob spodnjem robu srpa (falx cerebri) in se vliva v sinus rectus. V sinus rectus se vlivajo vene malih možganov in možganskega debla in velika možganska vena. Ta sinus se izteka v transverzalni sinus. Zatilni sinus se začne ob robu velike lobanjske odprtine. Zatilni in zgornji sagitalni sinus ter rectus se na istem mestu povežejo v confluens sinuum, ki se nadaljuje levo in desno kot transverzalni sinus. Vanj iztekajo vene malih možganov in možganskega debla. Transverzalni sinus prehaja v sigmoidalni sinus, v katerega se vliva zgornji piramidni sinus. Sigmoidni sinus zapusti lobanjsko kotanjo skozi jugularno odprtino in se kot notranja jugularna vena nadaljuje v vrat. Kavernozni sinus, v katerega vtekajo spodnje možganske vene in očesne vene, leži blizu karotidnega kanala. Levi in desni kavernozni sinus sta medsebojno povezana z interkavernoznim sinusom. Kavernozni sinus se nadaljuje v zgornji piramidni sinus, ki izteka v sigmoidalni sinus, ter v spodnji piramidni sinus, ki izteka v notranjo jugularno veno. Vendar vsa možganska venska kri ne izteka izključno v notranjo jugularno veno. Nekaj je gre preko diploičnih (venae diploicae) in emisarijskih ven (venae emissariae) v povrhnje vene, ki drenirajo vensko kri iz skalpa.

## Možganski živci
Možganskih živcev (nervi craniales) je dvanajst parov. Vsak par ima svoje ime, lahko pa jih tudi poimenujemo z rimskimi številkami I–XII. Prvi in drugi par izvirata iz velikih možganov, preostalih deset pa iz možganskega debla. Možganski živci so motorični (služijo premikanju mišic), senzorični (služijo zaznavanju dražljajev) ali pa mešani (so motorični in senzorični). Nekateri živci vsebujejo tudi vegetativno nitje. Jedra možganskih živcev, z izjemo prvega in drugega, ležijo vzdolž možganskega debla. Glede na lego jeder so vzdolžno razporejena tudi njihova izstopišča.

### I. možganski živec
Nervus olfaktorius (vohalni živec) se začenja v nosni votlini. Kakih dvajset nitk, ki izvirajo iz vohalnih receptorjev na vrhu nosne votline, prestopa iz nosne votline skozi sitko (os ethmoidale) v sprednjo lobanjsko kotanjo. Nitke se končujejo v olfaktornem bulbusu. Iz bulbusa nato vodi vohalni trakt (tractus olfactorius) po spodnji strani čelnega režnja v primarni vohalni korteks, ki se nahaja nekje na prehodu čelnega v senčni reženj. Nekaj nitja se končuje tudi v amigdaloidnem telescu in se preko njega povezuje s hipotalamusom in vegetativnimi centri možganskega debla.

### II. možganski živec
Nervus opticus (vidni živec) se pričenja v zadnjem delu zrkla. Iz paličnic in čepkov izvira nitje, ki se v slepi pegi zbere v vidni živec. Ta nato skozi optični kanal vstopi v lobanjsko bazo. Malo pred hipofizo se levi in desni optični živec združita v optično kiazmo (chiasma opticum). Od kiazme do velikih možganov poteka optični trakt (tractus opticus). Ta potuje v talamus, in sicer v lateralno genikulatno jedro (nucleus geniculatum laterale). Od tega jedra naprej poteka optična radiacija (radiatio optica) preko notranje kapsule vse do vidnega korteksa, ki se nahaja v zatilnem režnju. Nekaj nitja iz vidnega trakta pa ne gre v lateralno genikulatno jedro, ampak se končuje v motoričnih jedrih 3., 4. in 6. možganskega živca. Ta jedra so tudi med seboj povezana. Povezava služi koordiniranem premikanju obeh zrkel.

### III. možganski živec
Nervus oculomotorius (okulomotorni živec) je motorični živec. Izvira iz svojega jedra (nucleus nervi oculomotorii), ki se nahaja v mezencefalonu, v bližini akvedukta. Živec izstopa iz možganskega debla v mezencefalonu medialno od velikih možganskih krakov. Poteka ob kavernoznem sinusu in vstopa v očesno votlino skozi zgornjo orbitalno fisuro (fissura orbitalis superior). Živec služi premikanju večine zunanjih očesnih mišic. Vsebuje tudi nekaj parasimpatičnega nitja za notranje očesne mišice. Preganglijsko nitje se končuje ciliarnem gangliju (ganglion ciliare), postganglijsko nitje pa vstopa v zrklo in oživčuje ciliarno mišico (musculus ciliare)in sfinkter zenice (musculus sphincter pupillae).

### IV. možganski živec
Nervus trochlearis (trohlearni živec) je motorični živec. Izhaja iz svojega jedra (nucleus nervi trochlearis) v mezencefalonu. Je edini možganski živec, ki iz možganskega debla izstopa na zadnji strani, tik pod spodnjo izboklinico (collicolus inferior). Nato zaokroži okoli debla na sprednjo stran in poteka ob kavernoznem sinusu. Skozi zgornjo orbitalno fisuro vstopi v očesno votlino. Motorično oživčuje mišico musculus obliquus superior, ki služi premiku očesa navzdol in navznoter proti nosu.

### V. možganski živec
Nervus trigeminus (trovejni živec) je mešani živec. Motorično nitje izvira iz trigeminalnega jedra (nucleus motorius nervi trigemini). Iz možganskega debla izstopa v mostu. Potuje v lobanjski kotanji do piramidne kosti (os petrosus), na kateri leži trigeminalni ganglij (ganglion trigeminale). V tem gangliju so zbrana telesa senzoričnih živčnih celic. Periferno od ganglija se nato živec razcepi v 3 veje, nervus ophtalmicus, nervus maxillaris in nervus mandibularis. Od tod tudi njegovo ime. Prva veja, nervus ophtalmicus, poteka ob kavernoznem sinusu. V očesno kotanjo vstopa skozi zgornjo očesno fisuro. Tu se odcepi nervus lacrimalis, ki oživčuje del kože in veznice ob notranjem očesnem kotu, vsebuje pa tudi vegetativno nitje za solzno žlezo. To nitje je pravzaprav del intermedialnega živca (nervus intermedius), ki je del sedmega možganskega živca. V očesni kotanji se odcepi še en manjši živec, nervus nasociliaris, ki oživčuje del nosne sluznice in zrkla. Nervus ophtalmicus se nadaljuje po zgornji steni očesne kotanje, kjer odda manjše vejice, ki oživčujejo frontalni sinus. Iz očesne kotanje izstopi ob zgornjem očesnem robu (margo supraorbitalis) kot čelni živec (nervus frontalis). Oživčuje kožo čela navzgor vse do temena, del očesne veznice in kožo nosnega korena. Nervus maxillaris izstopa iz lobanjske kotanje skozi pterigopalatnalno kotanjo (fossa pterygopalatina), vendar še pred izstopom odda nekaj vejic za oživčenje dure. V tej kotanji odda več vej. Nekaj manjših vej oživčuje del nosne in ustne votline. Večji veja, nervus infraorbitalis, prehaja v očesno kotanjo skozi spodnjo orbitalno fisuro (fissura orbitalis inferior). Še pred vstopom odda veje za oživčenje zgornjih zob. Nato se nadaljuje po spodnji steni orbitalne kotanje, vstopi v kanal, ki vodi v lice. Oživčuje kožo lica, spodnje veke, zgornje ustnice in nosno krilo. Nervus mandibularis potuje v infratemporalno kotanjo (fossa infratemporalis). Tu se razdeli na dva dela, in sicer motoričnega in senzoričnega. Motorični del oživčuje pretežno žvečne mišice. Senzorični del se deli na nervus auricolotemporalis, nervus alveolaris inferior in nervus lingualis. Nervus auriculotemporalis prihaja na površino za čeljustnim sklepom, nato zavije navzgor in potuje pred zunanjim sluhovodom v kožo senčnega dela glave. Oživčuje kožo tega dela, a tudi zunanji sluhovod, bobnič in sprednji del uhlja. Nervus alveolaris inferior vstopi v spodnjo čeljustnico in oživčuje vse spodnje zobe. Na bradi izstopi in oživčuje kožo spodnje ustnice in brade. Nervus lingualis oživčuje sluznico ustnega dna in spodnjega dela jezika. Kožo obraza torej v celoti oživčuje trovejni živec. Kožo zadnjega dela glave pa oživčujejo živci, ki izhajajo iz vratne hrbtenjače. Meja poteka nekako od temena in gre preko uhlja na brado.

### VI. možganski živec
Nervus abducens (abducirajoči živec) je motorični živec. Izhaja iz jedra v mostu. Iz možganskega debla izstopa na meji med mostom in podaljšano hrbtenjačo. Poteka mimo kavernoznega sinusa in skozi zgornjo orbitalno fisuro v očesno votlino. Oživčuje mišico musculus rectus lateralis, ki omogoča zrklu premik navzven.

### VII. možganski živec
Nervus facialis (obrazni živec) je motorični živec. Jedro ima v mostu. Iz možganskega debla izstopa med mostom in podaljšano hrbtenjačo. V lobanjski kotanji potuje do piramidne kosti, vanjo vstopi in izstopi nekje pod ušesom, a za njim. Znotraj piramide odda še manjšo vejo za mišico stapedius, ki je v srednjem ušesu. Ko izstopi iz piramidne kosti, odda nekaj vej za mišice occipitalis, stylohyoideus in digastricus. Glavni del obraznega živca poteka skozi obušesno slinavko. V njej se živec razveji v pletež. Veje pleteža izstopajo iz obušesne slinavke in oživčujejo obrazne (mimične) mišice. K obraznemu živcu prištevamo tudi intermedialni živec (nervus intermedius), ki je sicer samostojni mešani živec, vendar nima lastne številke. Oba živca skupaj imenujemo nervus intermediofacialis. Intermedialni živec delimo na dva dela. En del vodi do okušalnih receptorjev na sprednjem delu jezika. Drugi del oživčuje podčeljustno, podjezično, solzno žlezo in žleze nosne sluznice.

### VIII. možganski živec
Nervus vestibulocohlearis (ravnotežni in slušni živec) je senzorični živec. V začetku sta ravnotežni in slušni živec ločena, vendar se kasneje združita in skupaj vstopata v možgansko deblo. Oba živca se začneta znotraj piramidne kosti. Slušni živec se začne kot nitke iz slušnih receptorjev, ki se združijo v enotni živec, ravnotežni živec pa je združeno nitje iz ravnotežnih receptorjev. Najprej vsak živec potuje do svojega ganglija (ganglion spirale cohleae in ganglion vestibulare). Periferno od ganglijev se združita v en živec, zapustita piramidno kost in vstopata v možgansko deblo na meji med mostom in podaljšano hrbtenjačo. Nitje ravnotežnega živca se končuje v ravnotežnih, nitje slušnega pa v slušnih jedrih, ki so na dnu rombaste jame.

### IX. možganski živec
Nervus glosopharyngeus (glosofaringealni živec) je mešani živec. Iz možganskega debla izstopa v podaljšani hrbtenjači. Lobanjsko votlino zapušča skozi jugularno odprtino. Živec odda motorično nitje za mišičje  žrela, senzorično nitje pa najprej vstopa v dva ganglija, ki se nahajata tik ob izstopišču možganskega živca skozi jugularno odprtino. Nato del senzoričnega nitja potuje v ustno votlino in se končuje na okušalnih receptorjih zadnjega dela jezika, medtem ko druga senzorična vlakna oživčujejo sluznico srednjega ušesa, ušesne troblje, žrela, mehkega neba, jezika in del kože zunanjega sluhovoda. 9. možganski živec vsebuje tudi parasimpatična vlakna. Ta se odcepijo od glavnega živca že znotraj lobanjske votline kot nervus petrosus minor. Živec poteka po lobanjskem dnu in se končuje v otičnem gangliju (ganglion oticum). Postganglijska vlakna se končujejo v obušesni žlezi slinavki, ki jo oživčujejo tudi parasimpatično.

### X. možganski živec
Nervus vagus (klatež) je mešani živec. Iz možganskega debla izstopa v podaljšani hrbtenjači. Lobanjsko votlino zapušča skozi jugularno odprtino. Še pred tem odda veje za oživčenje dure. V vratu poteka med skupno karotidno arterijo in notranjo jugularno arterijo. Tu se odcepijo številne veje (rami pharyngei, nervus laryngeus superior, nervus laryngeus recurrens), ki motorično in senzorično oživčujejo mišice in sluznico žrela in grla. Del nitja oživčuje tudi majhen del kože zunanjega sluhovoda. Odda tudi parasimpatično nitje, ki oživčuje srčno mišico, pa tudi gladke mišice velikih dihalnih poti in spodnjega dela požiralnika in žlez sluznic v dihalnih poteh. Skozi prepono preide iz prsne votline v trebušno. Najprej naredi pletež okoli želodca, nato se razveji na mnoge veje, ki parasimpatično oživčujejo večino trebušnih organov, vendar jim je anatomsko zelo težko slediti. Je najdaljši možganski živec. Zaradi svojega dolgega poteka je tudi dobil ime klatež.

### XI. možganski živec
Nervus accessorius je motorični živec. Jedro ima v podaljšani hrbtenjači. Nastane iz dveh delov. En del tvorijo živci, ki izvirajo iz zgornjega dela hrbtenjače. Drugi del izvira direktno iz možganskega debla. Lobanjsko votlino zapušča skozi jugularno odprtino. Motorično oživčuje mišici sternocleidomastoideus in trapezius.

### XII. možganski živec
Nervus hypoglossus je motorični živec z jedrom v podaljšani hrbtenjači. Iz nje izstopa z več nitkami in lobanjsko votlino zapušča skozi hipoglosni kanal (canalis hypoglossi). Nekaj časa poteka s klatežem, nato zavije proti jeziku. Oživčuje vse notranje in zunanje jezične mišice. Ob klatežu tudi odda zgornjo vejo vratne pentlje (ramus superior anse cervicales), ki vsebuje nitje 1. in 2. vratnega živca in skupaj s tretjim vratnim živcem, ki je tudi spodnja veja vratne pentlje, tvori vratno pentljo (ansa cervicalis). Ta pentlja motorično oživčuje infrahioidne mišice.